# Cantonul Noyon
Cantonul Noyon este un canton din arondismentul Compiègne, departamentul Oise, regiunea Picardia, Franța.

## Comune
- Appilly
- Babœuf
- Beaurains-lès-Noyon
- Béhéricourt
- Brétigny
- Caisnes
- Cuts
- Genvry
- Grandrû
- Larbroye
- Mondescourt
- Morlincourt
- Noyon (reședință)
- Passel
- Pont-l'Évêque
- Pontoise-lès-Noyon
- Porquéricourt
- Salency
- Sempigny
- Suzoy
- Varesnes
- Vauchelles
- Ville